# Лубино (Новгородська область)
Лубино (рос. Лубино) — присілок в Солецькому районі Новгородської області Російської Федерації.
Населення становить 49 осіб. Входить до складу муніципального утворення Дубровське сільське поселення.

## Історія
Від 2005 року входить до складу муніципального утворення Дубровське сільське поселення

## Населення
| 2010 |
| ---- |
| 49   |